# Jodis semipectinata
Jodis semipectinata är en fjärilsart som beskrevs av Anders Jahan Retzius 1783. Jodis semipectinata ingår i släktet Jodis och familjen mätare. Inga underarter finns listade i Catalogue of Life.